# Cristianesimo democratico
Cristianesimo democratico è un termine che, in senso lato, può riferirsi ad un impegno politico e democratico da parte dei cristiani e ad una ideologia politica dai tratti variegati. La dottrina popolare di Don Luigi Sturzo, ritenuto uno dei padri fondatori del pensiero cristiano-democratico, è improntata su una linea di sociologia cattolica; questo ideale attinge dalla Rerum Novarum, la celebre enciclica di  Papa Leone XIII, antesignana della dottrina sociale della Chiesa.
L'espressione democrazia cristiana, nata negli ambienti del cattolicesimo italiano alla fine del XIX secolo con la sua diffusione mondiale ha contribuito a rappresentare diversi movimenti politici con delle connotazioni valoriali talvolta divergenti; monsignor Romolo Murri, agli inizi del XX secolo, fondò il movimento ideologico della Democrazia Cristiana che inizialmente non ebbe seguito in quanto ritenuto alla stregua del modernismo teologico (a causa di ciò venne anche sciolta l'Opera dei Congressi ad opera di Pio X); nel 1919 Don Sturzo delineò un partito politico con il noto appello ai liberi e forti, il Partito Popolare. In Italia è quindi sinonimo di popolarismo.
A livello internazionale negli anni settanta del Novecento è stata istituita una Internazionale Democratico Cristiana, successivamente nota come Internazionale Democratica Centrista  (I.D.C) la quale, agli albori, raccoglieva partiti democristiani e popolari propriamente detti. Attualmente l'Internazionale Centrista comprende anche soggetti di ispirazione conservatrice, liberale e genericamente moderati, in taluni casi privi di particolari riferimenti religiosi e spirituali. Nella seconda metà del Novecento la Democrazia Cristiana, chiaramente di ispirazione Popolare e cattolico-democratica, ebbe un ruolo rilevante nella politica italiana nell'ambito della guerra fredda.

## Ideologia
Le politiche e le priorità dei partiti democristiani in qualche occasione differiscono da un Paese all'altro, sebbene sia possibile individuare una serie di caratteristiche che li accomunano.
Secondo la definizione di Geoffrey K. Roberts e Patricia Hogwood "dal punto di vista ideologico, il cristianesimo democratico ha assimilato delle idee sostenute dai conservatori, dai liberali e dai socialisti, all'interno di una vasta cornice di principi cristiani e morali ".
I due studiosi britannici analizzano compiutamente i suoi fondamenti, mettendoli a confronto con il conservatorismo, il liberalismo, il socialismo (del quale la socialdemocrazia è l'evoluzione in senso moderato).
- Rispetto al conservatorismo, condivide pienamente i valori morali (in temi come la famiglia e il diritto alla vita), l'idea "progressiva" dei mutamenti sociali (senza pericolosi strappi rivoluzionari), l'attenzione per l'ordine ed il rispetto della legge, il rifiuto del comunismo, differenziandosene per una maggiore predisposizione al cambiamento rispetto alla semplice difesa dello status quo.
- Rispetto al liberalismo, condivide l'impegno per i diritti umani, l'iniziativa personale, l'uguaglianza di fronte alla legge, mentre si differenzia da esso per il rifiuto del laicismo e per l'enfasi del concetto per il quale l'individuo è parte di una comunità e ha dei doveri nei suoi confronti.
- Rispetto al socialismo, condivide la necessità di una marcata solidarietà sociale, la volontà di limitare l'"egoismo liberista", il rifiuto del fascismo. Diversamente da esso, però, sostiene l'economia di mercato e, rispetto al socialismo rivoluzionario, ripudia la violenza come mezzo per raggiungere il cambiamento.

I cristiani democratici sostengono un individualismo moderato che trova limiti nell'incontro con la libertà e con la stessa società, per cui l'individuo deve semplicemente comportarsi da buon cittadino, senza che la Chiesa lo indirizzi nell'atto della scelta, difendono l'eredità cristiana, sebbene legandola all'identità nazionale, anziché adottare una posizione equidistante dalle singole fedi, come è tipico del liberalismo e della socialdemocrazia.
Attenti alle questioni sociali, convinti della cooperazione attiva tra le varie classi, difendono la proprietà privata e lo Stato sociale; sensibili alle tematiche etiche care al mondo cattolico, non condividono le scelte legate all'aborto e all'unione omosessuale.
Il cristianesimo democratico considera inoltre l'economia al servizio dell'umanità, sostenendo generalmente i modelli e le proposte dell'economia sociale di mercato, senza mettere naturalmente in discussione il capitalismo, criticandone solo alcuni elementi, al pari dei liberali (critici del monopolio) e, ovviamente, delle sinistre radicali e non.
Negli ultimi anni alcuni partiti democristiani europei hanno abbracciato politiche puramente liberiste; emblematica è in tal senso l'evoluzione dell'Unione Cristiano Democratica tedesca, che ha accentuato le spinte liberali in economia, a differenza dell'Unione Cristiano Sociale bavarese, rimasta fortemente legata alla sua tradizione cristiano-sociale (nel senso tedesco del termine).
Non mancano correnti di sinistra, come il cristianesimo sociale, nonché quelle che hanno assunto i caratteri di socialismo cristiano  quali (il Movimento Socialista Cristiano, componente del Partito Laburista britannico, il Partito dei Lavoratori brasiliano.
La Lega Internazionale dei Socialisti Religiosi, affiliata all'Internazionale Socialista) è da ritenersi parte integrante della storia del socialismo che nei Paesi protestanti, non è vista necessariamente quale movimento politico laicista. Sono rilevanti i legami della SPD con la Chiesa Luterana, al punto che i membri di tale chiesa contribuirono a rifondare la SPD in Germania Est nel 1989.

## Il cristianesimo democratico nel mondo

### XIX secolo
Le origini di questo movimento vanno ricercate nei gruppi cattolici, di laici e di ecclesiastici, che in diversi Paesi, dalla metà dell'Ottocento, si dedicarono all'organizzazione dei ceti popolari in nome della solidarietà cristiana, talvolta riconducibili alle esperienze corporativistiche del periodo medievale. Possono essere citate figure come monsignor von Kettler, vescovo e deputato, in Germania, Potter in Belgio, monsignor Manning nel Regno Unito, Frédéric Ozanam (proclamato beato) e La Tour du Pin in Francia. Un primo tentativo di coordinamento sovranazionale di questo movimento, che restava variegato, anche per la consapevolezza che l'impegno politico non da tutti era visto come prevalente, venne dall'Unione di Friburgo (1885), cui presero parte anche rappresentanti italiani, tra cui Giuseppe Toniolo.
A seguito dell'enciclica Rerum Novarum (1891) di papa Leone XIII, i cattolici, fino a quel momento raramente coinvolti nella vita politica degli stati liberali, cominciarono ad organizzarsi per contenere da un lato le posizioni liberali anticlericali e dall'altro quelle socialiste e comuniste.
Il mondo cattolico subito dopo la pubblicazione dell'enciclica papale, almeno fino alla prima guerra mondiale (1914-1918), si divise in due correnti: una intellettual-caritativa o paternalistica, l'altra propriamente democristiana. Mentre in Italia pesava la questione romana che aveva portato il papa ad impedire ai cattolici di candidarsi e votare alle elezioni politiche, all'estero tale problema non si pose mai; esempio ne è proprio, in Germania, von Kettler, che oltre ad essere vescovo fu anche deputato per il Zentrum, partito cattolico, sebbene non propriamente democristiano. Ben diversa l'esperienza dell'Action française, in Francia, che, assunte posizioni nazionaliste e scioviniste, attirò le critiche di parte della gerarchia cattolica, fino all'aperta condanna da parte del papa Pio XI.
Con Papa Pio XII, l'Action française venne rivalutata in chiave anticomunista, rappresentando sotto certi aspetti la prospettiva nazional conservatrice all'impegno dei cattolici in politica, ben distante dalle posizioni di moderazione e di internazionalismo, tipiche del pensiero democristiano.
Tra la fine del XIX e l'inizio del XX secolo, in Europa il movimento democristiano si diffondeva rapidamente in Belgio, Francia, Paesi Bassi e Germania, prevalendo sulla componente intellettualistica. In Austria, Svizzera, Ungheria il movimento assumerà posizioni chiaramente social conservatrici.
I cattolici continuavano a rivendicare il loro ruolo nella vita politica statale e ad assumere talvolta posizioni da conservatorismo compassionevole, al fine di mantenere intatti i rapporti tra le classi sociali, eliminando forme gravi di povertà e sfruttamento sul lavoro.

### XX secolo
Nei vari Stati europei, i democristiani diedero vita a partiti politici denominati in modo diverso che per tutto il XX secolo si sono collocati su posizioni moderate, tanto di centro-sinistra, quanto di centro-destra. Questo ha portato in numerosi Stati ad assimilare il cristianesimo democratico con il centro dello schieramento politico. In Germania, ad esempio, il primo partito cattolico prese il nome Zentrum ("centro"). In Italia, invece, dopo la Lega Democratica Nazionale di Romolo Murri, nacque nel 1919 il Partito Popolare Italiano, ad opera di Luigi Sturzo, sacerdote. Sturzo, inserendo il proprio partito nell'alveo del cristianesimo democratico, non volle però inserire il termine "cristiano", onde ribadirne l'aconfessionalità.
Nel ventennio 1925-1945 i vari partiti cristiano democratici europei si trovarono a dover contrastare l'avvento in Germania e Italia delle dittature nazi-fasciste, e le occupazioni da parte delle stesse in Austria, Francia, Belgio, Paesi Bassi, Lussemburgo, Cecoslovacchia, Polonia. Da qui l'impegno nelle lotte partigiane, al fianco di liberali, monarchici, socialdemocratici e comunisti, per assicurare all'Europa governi realmente democratici.
La vittoria nella seconda guerra mondiale dell'alleanza anglo-americana vide l'affermarsi nelle successive consultazioni elettorali, in tutta Europa, dei partiti democristiani: la Democrazia Cristiana in Italia, l'Unione Cristiano-Democratica (CDU) in Germania, il Movimento Repubblicano Popolare (MPR) in Francia, il Partito Popolare (OVP) in Austria, il Partito Cristiano-sociale (PSC) in Belgio.
Per lunga parte del XX secolo i partiti democristiani si sono caratterizzati per l'avversione ai regimi social comunisti dell'Europa orientale e per le caratterizzanti scelte "europeista" ed "atlantiche". La prima ha visto la nascita delle Comunità europee e dell'Unione europea. La seconda si è compiuta con la NATO, patto di difesa militare con Canada e Stati Uniti d'America, in chiave anti-sovietica.
I partiti democristiani si sono diffusi anche in Paesi a maggioranza ortodossa e protestante, in formazioni quali Appello Cristiano Democratico olandese, Partito Popolare Cristiano norvegese, Partito Democratico Cristiano Africano sudafricano e democristiani bulgari e rumeni.
In alcuni di questi Paesi il cristianesimo democratico ha assunto connotati differenti da quello "cattolico", divenendo sinonimo di "conservatori". In altri, soprattutto dell'Europa orientale, la lentezza dell'affermazione di questi partiti è stata dovuta, da un lato, ai periodi di dittatura comunista, dall'altro, dall'accezione meno confessionale dei rapporti tra Stato e Chiesa.
In America Latina, il movimento democristiano è rilevante in Messico, Nicaragua, Costa Rica, Venezuela e Perù, dove i partiti hanno in taluni casi preso parte a coalizioni di centro-destra e in altri di centro-sinistra.
In Paesi quali Argentina, Brasile e Colombia (al pari di quei Paesi a maggioranza protestante, dove il panorama politico si è prima diviso tra "conservatori" e "liberali", successivamente tra "conservatori" e "socialdemocratici") non sono mai nati importanti partiti democristiani e i suoi membri (in prevalenza cattolici) si sono posizionati nei vari partiti esistenti a seconda se erano di destra o di sinistra, creando correnti all'interno di questi e senza dare vita a partiti autonomi.
In Cile il Partito Democratico Cristiano del Cile opera all'interno di una coalizione composta da socialdemocratici e liberali sociali, combinando idee tradizionali del centro alla sinistra del movimento democristiano.

### Situazione attuale
Oggi il movimento cristiano democratico non ha una sostanziale matrice unitaria.
In Europa, dove sovente i democristiani hanno preso i caratteri tipici dei conservatori di fine XX secolo (tra i quali la maggiore laicità e il sostegno convinto del mercato e del liberalismo economico) e dove la reciproca collaborazione si è rinsaldata nel Partito Popolare Europeo (PPE), i due concetti sono divenuti sinonimi in Austria, Germania, Grecia, Portogallo e Spagna.
Del resto lo stesso PPE è divenuto un ampio contenitore nel quale trovano posto i tradizionali partiti democristiani, i partiti conservatori dei Paesi scandinavi, partiti con significative correnti liberali (come Forza Italia, il PSD portoghese, l'UMP francese e la PO polacca) o socialdemocratiche (parzialmente la stessa Forza Italia, il Fine Gael irlandese e il PD rumeno, nato come partito socialdemocratico), partiti centristi di diversa ispirazione dell'Est europeo e perfino il Partito per la Giustizia e lo Sviluppo turco (associato al PPE e chiaramente non cristiano in quanto musulmano).
In una posizione minoritaria si colloca invece il Partito Politico Cristiano Europeo, riconosciuto ufficialmente nel 2010.

## Il cristianesimo democratico in Italia

### XIX secolo
In Italia, a differenza ad esempio di Belgio e Francia, il movimento democratico cristiano ebbe difficoltà ad affermarsi, a causa innanzitutto della questione romana, lo scontro tra Stato e Chiesa, frutto dell'annessione dello Stato Pontificio al Regno d'Italia. Agli inizi poggiò sugli intransigenti, coloro che criticavano lo stato liberale a causa del suo acceso anticlericalismo. Questa opposizione qualificò, però, i cattolici italiani sul piano sociale, spingendoli a contenere il movimento operaista e socialista, ed a evidenziare le mancanze liberali in campo sociale.
Il movimento cattolico in Italia, del resto, sul finire dell'Ottocento si strutturò nell'Opera dei congressi e comitati cattolici, che aveva tra i suoi scopi di radunare il variegato mondo cattolico italiano e sostenere l'azione popolare cristiana o democrazia cristiana. Va precisato quale significato assumevano i termini "democrazia"-"democratico" sul finire dell'Ottocento secondo il pensiero cattolico. All'interno dell'Opera dei Congressi, la corrente che si autodefiniva "democratica" era quella vicina alle istanze del modernismo.
I cattolici appartenenti all'Opera si autodefinivano precisamente clerico moderati, dal momento che al netto del favore al modello monarchico (anche se non a quello sabaudo), non vedevano conciliabili il Cristianesimo e la democrazia.
In Italia il mondo cattolico si divise nelle due correnti intellettual paternalistica e democratico-cristiana. La prima, sostenuta dall'Unione Cattolica per gli Studi sociali (1894), tra i cui massimi esponenti vi era Giuseppe Toniolo, riteneva che l'impegno cattolico dovesse esprimersi essenzialmente in campo sociale, intensificando le opere di assistenza e di carità, ed in campo culturale, per contenere la diffusione degli errori liberali e socialisti.
I secondi propugnavano invece una scelta dalle inequivocabili connotazioni politiche, cominciando a porre le basi dell'autonomia del laicato cattolico dalla gerarchia ecclesiastica in campo politico e statale.
Nell'Italia di fine Ottocento, la crisi economica, che si era particolarmente manifestata nel mondo agrario, aveva sconvolto l'assetto sociale nelle campagne, rendendo evidenti, agli occhi dei cattolici i limiti di uno sviluppo maturato in condizioni di liberismo economico. In reazione al modello economico dominante, emerse all'estremo opposto il Massimalismo della sinistra socialista. I cattolici italiani elaborarono un proprio modello di convivenza economica e sociale fondato su una cultura d'ispirazione cristiana.
Il terreno ideologico su cui il cattolicesimo poteva ricavare uno spazio sociale autonomo di ampie dimensioni si basava su due cardini:  "conciliazione sociale e solidarietà", che erano esattamente ciò che mancava nelle ideologie liberale e socialista. Nel 1888 fu elaborato il Programma dei cattolici contro il socialismo (reso pubblico nel 1894).
Tale documento sosteneva l'idea di conciliazione pacifica tra le classi e proponeva l'adozione di misure concrete, tra cui una serie di provvedimenti capaci di mantenere in vita il tessuto di produttori indipendenti e di attenuare la durezza del capitalismo industriale. Proprio la proprietà contadina, ed i settori della classe media insidiati dalle concentrazioni industriali, costituirono dunque fin dalla nascita la base sociale del movimento cristiano-democratico in Italia. Nel 1891 un autorevole appoggio alla diffusione del pensiero sociale cattolico giunse dallo stesso pontefice Leone XIII con l'enciclica Rerum Novarum, la quale portava come sottotitolo la significativa dizione Sulla condizione degli operai. L'enciclica conteneva un esplicito incoraggiamento all'impegno sociale dei credenti e all'associazionismo operaio.
Sulla base del Programma dei cattolici contro il socialismo, nel 1897 i cattolici italiani elaborarono il concetto di democrazia cristiana, intesa come "quell'ordinamento civile nel quale tutte le forze sociali, giuridiche ed economiche, nella pienezza del loro sviluppo gerarchico, cooperano proporzionalmente al bene comune, rifluendo quest'ultimo risultato a vantaggio delle classi inferiori".
Eredi dei cattolici liberali di metà Ottocento, fra i quali era annoverato Alessandro Manzoni, i cristiano democratici si impegnarono per ridurre il potere statale ed assicurare maggiore spazio agli "enti intermedi": famiglia, associazioni, enti locali. A questo si accompagnò lo sforzo di coloro i quali, sensibili alle tematiche sociali, si profìdigavano nella costruzione delle "Leghe bianche", dinamiche associazioni di contadini, operai e artigiani con decise finalità mutualistiche e solidaristiche. Anche il rapporto con lo Stato italiano iniziava a cambiare, con particolare riferimento all'idea propugnata da don Davide Albertario, all'assemblea lombarda dell'Opera nel 1896, di preparazione nell'astensione, cioè di prepararsi a superare il non expedit, il divieto di votare e di essere eletti impartito dal papa ai cattolici italiani.
Il termine democrazia cristiana comparve per la prima volta a opera di Romolo Murri, sacerdote e deputato, che fondò un partito politico con tale nome, anche se lo stesso ebbe vita breve e ritenuto accondiscendente verso le forze socialiste. L'Opera ben presto si divise tra giovani propriamente democristiani (Romolo Murri, Davide Albertario, Filippo Meda) e gli adulti che, sostenuti da Leone XIII, propugnavano la tesi intellettual – caritativa. Toniolo cercò di mediare tra le due parti senza riuscirvi; nel 1904, la Santa Sede decise lo scioglimento dell'Opera, preoccupata che attraverso di essa anche la nascente Azione Cattolica si spostasse su posizioni democristiane.

### XX secolo

#### Il Partito Popolare

Lo scudo crociato, simbolo storico del cristianesimo democratico italiano, utilizzato dal PPI, dalla DC, dal CDU e dall'UDC.

In Italia il cristianesimo democratico venne agli inizi del nuovo secolo declinato nell'accezione "popolare". Il popolarismo è una dottrina politica enunciata da don Luigi Sturzo come un'alternativa tra il socialismo e il liberalismo e, successivamente, in aperta opposizione al fascismo. Ebbe un accento fortemente democratico e liberale, interclassista, che traeva la sua ispirazione dalla dottrina sociale cristiana.
Il popolarismo fu l'ideologia alla base del Partito Popolare Italiano nel 1919 e, dopo la seconda guerra mondiale, contribuì chiaramente alla fondazione della Democrazia Cristiana e alla diffusione del cristianesimo democratico.
Dottrina politica originale, ispirata alla pratica della Dottrina sociale della Chiesa cattolica, era arricchita dal suo pensiero culturale ed etico.
A tale concezione si ispirano, ancora oggi, partiti appartenenti al Partito Popolare Europeo (PPE) ed al Partito Democratico Europeo (PDE).
Negli altri Paesi europei l'espressione "popolarismo" non trovi radici nel pensiero sturziano e ha quindi un diverso significato. In Spagna, ad esempio, il Partido Popular è un partito democristiano di origine nazional conservatrice e si colloca nel centro-destra dello schieramento politico. In Portogallo il Partido Popular è un partito di destra, comparabile ad Alleanza Nazionale.

#### La Democrazia Cristiana
Dal novembre del 1942 fino al gennaio del 1994, per oltre mezzo secolo, il cristianesimo democratico, in Italia, è coinciso con il pensiero e l'operato del maggiore partito politico nazionale: la Democrazia Cristiana (DC). 
La peculiarità, però, della situazione italiana rese la DC un partito non di soli "democristiani"; si può affermare esservi una differenza tra i "democristiani" come appartenenti ad un partito ed i "democristiani" come appartenenti ad una cultura politica, il che è foriero di confusioni.
L'Italia fino ai primi anni novanta, si trovò ad avere all'interno del proprio panorama politico il maggiore partito comunista del mondo occidentale, il Partito Comunista Italiano (PCI).
La difficoltà del Partito Socialista Italiano (PSI), almeno fino ai primi anni settanta, di marcare un'effettiva lontananza dal pensiero marxista e dal PCI rese difficile la creazione di quell'alternanza al governo del Paese che avrebbe spinto i cattolici, come negli altri Paesi europei, a scegliere tra un partito di centro-destra ed uno puramente socialdemocratico.
La concreta possibilità che i Comunisti giungessero al governo, anche se in un'alleanza con i Socialisti ed i Socialdemocratici, rese sostanzialmente ingessata la politica italiana fin dalla nascita della Repubblica.
La DC raccolse i suoi oppositori, alcuni dei quali esprimevano posizioni e valori di destra.
La sinistra dal canto suo era particolarmente significativa, articolata in correnti e gruppi, con i suoi esponenti che guidarono ripetutamente il partito.. Essa, influenzata anche dalle accese lotte sindacali degli anni sessanta e settanta, assunse atteggiamenti non proprio affini alle posizioni "liberali", almeno in campo economico, proprie del pensiero cristiano-democratico.
Questa "anomalia italiana", questo "centro onnicomprensivo" unito dalla comune ispirazione religiosa e dalla fedeltà alle istituzioni democratiche, reggerà fino agli anni novanta, quando la fine dei regimi comunisti dell'Est europeo, lo scioglimento del PCI e Tangentopoli non resero dunque necessario un partito plurale che rappresentasse l'unità politica dei cattolici e intorno a cui gravitasse la vita politica del Paese..  Un duro contraccolpo psicologico per la DC fu rappresentato dal processo per mafia iniziato a Palermo nel 1993 nei confronti di Giulio Andreotti, uomo simbolo del partito, sempre al potere fin dalla sua nascita.
Andreotti verrà assolto e completamente scagionato da ogni accusa nel 2004, sebbene gli effetti politici negativi dell'incriminazione nel decisivo anno 1993 fossero stati notevoli.

#### La fine dell'unità politica dei cattolici
Dopo la fine della Democrazia Cristiana (DC), i democristiani italiani si divisero in vari partiti politici. Il Partito Popolare Italiano (PPI), erede diretto della DC, sotto la guida di Mino Martinazzoli, cercò di mantenere viva la tradizione centrista dello "scudo crociato", escludendo categoricamente alleanze sia con il centro-destra (Polo delle Libertà e Polo del Buon Governo) che con la sinistra (Alleanza dei Progressisti). Il Centro Cristiano Democratico (CCD) di Pier Ferdinando Casini e Clemente Mastella, invece, pur confermando sostanzialmente un'impostazione centrista, si alleò con Forza Italia (FI) nei Poli di centro-destra.
Il PPI nel 1995 si divise sulla proposta di aderire al Polo delle Libertà. Si determinò una scissione in due partiti, il nuovo PPI (con simbolo un gonfalone e segretario Gerardo Bianco) che si allearono con la sinistra e i Cristiani Democratici Uniti (CDU, con simbolo lo scudo crociato e segretario Rocco Buttiglione), che scelsero il centro-destra. Diversi esponenti conservatori, liberali e moderati della DC avevano, nel frattempo, aderito a Forza Italia (es.: Giuseppe Pisanu e Enrico La Loggia) o ad Alleanza Nazionale (AN) (es.: Publio Fiori e Gustavo Selva), mentre una esigua parte della sinistra DC scelse il movimento dei Cristiano Sociali (confluiti unitamente al PDS nei Democratici di Sinistra, DS, nel 1998) o La Rete di Leoluca Orlando,  movimenti alleati con la sinistra già nelle elezioni politiche del 1994. Gli esponenti del PPI che si erano opposti all'ingresso nel Polo delle Libertà diedero vita, sotto la guida di Gerardo Bianco, ai Popolari, che dopo mantennero la denominazione di "Partito Popolare Italiano" e che aderirono alla nascente alleanza di centro-sinistra, L'Ulivo, con i diretti eredi del PCI, il Partito Democratico della Sinistra (PDS).
Nel 1998 alcuni esponenti del CCD, guidati da Mastella, e di Forza Italia, guidati dal liberale Carlo Scognamiglio, e con la partecipazione di Francesco Cossiga, fondarono l'Unione Democratica per la Repubblica (UDR), poi trasformatasi in Unione Democratici per l'Europa (UDEUR). All'UDR, che entrò nel Governo D'Alema I, aderì inizialmente anche il CDU di Buttiglione, provocando la scissione di dell'area guidata da Formigoni che era fermamente intenzionata a rimanere nel centro-destra. Nel 1999 il CDU, decimato dalle scissioni, riprese la sua autonomia e si legò a filo stretto con il CCD. Sempre nel 2001 un gruppo di dissidenti del PPI, guidato da Sergio D'Antoni, Giulio Andreotti ed Emilio Colombo, fondò Democrazia Europea (DE), partito di centro al di fuori dei due poli. I seguaci di Formigoni insieme ad altri ex-DC ingrossarono le file democristiane di Forza Italia, ufficialmente aderente al Partito Popolare Europeo (PPE) nel 1999.

### Sviluppi successivi
Nel 2002 sono state fondate Democrazia è Libertà - La Margherita (DL), in seguito confluito nel PD, e l'Unione dei Democratici Cristiani e di Centro (UDC).
La prima, nata dalla fusione di PPI, I Democratici e Rinnovamento Italiano, ha significato l'unione di ciò che rimaneva della prestigiosa sinistra DC con componenti di diversa estrazione politica.
Questo partito, sebbene fosse visto comunemente come uno dei successori della vecchia DC, rappresenta in realtà un progetto nuovo, speculare a quello di Forza Italia (nata con l'obiettivo di unire cattolici e laici di centro-destra), volto alla costruzione di una forza centrista e progressista all'interno della coalizione del centro-sinistra italiano. Sotto la guida di Francesco Rutelli, che pure rivendica la matrice cattolica come uno dei filoni culturali della sua creatura politica, DL ha riferimenti europei eterogenei, dal pensiero cristiano-sociale al variegato mondo laico-riformista (liberalismo sociale e socialdemocrazia). A dimostrazione di quanto DL fossevun'esperienza nuova, va citata la decisione di non aderire al PPE in Europa, fondando invece il Partito Democratico Europeo (PDE), nonché il progetto di dare vita a un Partito Democratico (PD) in Italia, sulla scia del Partito Democratico degli Stati Uniti, unitamente ai Democratici di Sinistra (DS), eredi indiscutibili della tradizione del Partito Comunista Italiano (PCI).
L'UDC, sorta dalla fusione fra CCD, Cristiani Democratici Uniti e DE,  guidata da Marco Follini prima e da Lorenzo Cesa successivamente, è un partito inequivocabilmente cristiano democratico, fiero dei propri riferimenti all'esperienza italiana della DC e al già citato Partito Popolare Europeo, con in dote lo storico simbolo.
Sebbene sulle questioni etico-morali ed economico-sociali mantenga una linea alquanto conservatrice, tale partito si presenta come l'apostolo del centrismo in Italia e in passato ha talvolta portato avanti delle sintonie con esponenti centristi del PD. L'UDC ha dato corso a questa sua "vocazione centrista", allontanandosi dall'alleanza di centro-destra per presentarsi in modo autonomo alle elezioni politiche del 2008, salvo ricollocarsi stabilmente in quell'area negli anni successivi.
FI, UDC e DL rappresentano tre diversi esempi di come i cattolici italiani abbiano reagito alla fine dell'unità politica dei cattolici, idea fondamentale che era alla base della DC e che la rendeva un partito pragmatico, difficilmente circoscrivibile dal punto di vista delle ideologie politiche tradizionali.
L'Italia oggi rimane un Paese cattolico; analogamente a quanto accade negli Stati Uniti d'America i fedeli che per anni hanno votato in larga maggioranza per la DC dopo il 1992-1994 hanno però iniziato a schierarsi in base alle loro specifiche tendenze politiche e programmatiche:
- Spezzoni della sinistra DC e intellettuali inclini al cristianesimo sociale e al socialismo cristiano (Ermanno Gorrieri, Giorgio Tonini, Mimmo Lucà, Stefano Ceccanti) si sono uniti con altri socialisti cristiani provenienti prevalentemente dal Partito Socialista Italiano (Pierre Carniti, Domenico Maselli) nel movimento dei Cristiano Sociali, in seguito confluito nei DS, altri sono entrati direttamente nel PDS (come Giuseppe Lumia), altri ne La Rete, confluita ne I Democratici e in DL, e altri ancora nell'Italia dei Valori.
- La maggioranza della sinistra democristiana è confluita, come anticipato, nel PD (soprattutto attraverso il PPI e DL).

Quest'ultimo partito, se da un lato ha raccolto vastissime aree qualificate della sinistra sociale e sindacale DC di derivazione fanfaniana, demitiana e mariniana, dall'altro contava sulla presenza di settori moderati, come il gruppo dei teodem. Tra le figure di maggior spicco di origine democristiana confluite nel PD, vi sono Rosy Bindi, Dario Franceschini, Giuseppe Fioroni, Giovanni Burtone, Enrico Letta, Lorenzo Guerini, Alberto Losacco, nonché personalità che, sebbene non fossero direttamente iscritte alla DC, vi erano considerate vicine, tra cui Romano Prodi, Arturo Parisi, Luigi Bobba, Pier Paolo Baretta, Paola Binetti e Gianluca Susta. Nell'UDEUR, invece, oltre ad esponenti moderati (ex-andreottiani ed ex-forlaniani), hanno trovato spazio anche ex-membri delle correnti della sinistra democristiana (lo stesso Clemente Mastella è un ex-demitiano).
- La tradizione liberale e moderata, di derivazione dorotea e forlaniana, è stata prevalentemente rappresentata nell'UDC (Pier Ferdinando Casini, Rocco Buttiglione, Lorenzo Cesa, Carlo Giovanardi, Francesco D'Onofrio, Luca Volontè) e in Forza Italia (Roberto Formigoni, Claudio Scajola, Enrico La Loggia, Renato Schifani, Alfredo Antoniozzi, Riccardo Ventre, Mario Mauro, Mario Mantovani, Antonio Palmieri, Osvaldo Napoli, Guido Crosetto), anche se in questi partiti non mancano ex-membri della sinistra DC, come Angelo Sanza nell'UDC, Giuseppe Pisanu, Luigi Grillo, Giuseppe Gargani e Marcello Vernola in Forza Italia, Bruno Tabacci, Mario Baccini e Gerardo Bianco nella Rosa per l'Italia, nonché altri politici cattolici precedentemente impegnati in altri partiti di sinistra come Sandro Bondi e Ferdinando Adornato. Ex-morotei come Marco Follini e Gianfranco Rotondi hanno trovato spazio rispettivamente nell'Italia di Mezzo (confluita nel PD nel 2007) e nella Democrazia Cristiana per le Autonomie (confluita nel PdL nel 2008), partiti di minore consistenza elettorale. Nel 2017 però Pier Ferdinando Casini ha fondato con altri esponenti dell’UDC Centristi per l’Europa.
- La tradizione conservatrice è stata espressa dagli ex-DC passati in Alleanza Nazionale (Andrea Ronchi, Mario Baldassarri, Gaetano Rebecchini, Publio Fiori, che però ha lasciato il partito nel 2005, e Gustavo Selva, passato a FI nel 2007) e da altri membri di ispirazione cattolica (Alfredo Mantovano, Riccardo Pedrizzi e Giulia Bongiorno in testa).

### Contesto attuale
A seguito del mutamento politico avvenuto a partire dal 2008, in riferimento ad alleanze 
e a soggetti strutturati, oggigiorno le aree ispirate al cristianesimo democratico sono attive in Forza Italia e in Democrazia Solidale.
Recentemente sono stati fondati il partito Il Popolo della Famiglia e Noi Moderati.
Sono infine attive politicamente operanti la Democrazia Cristiana con Rotondi e quella di Renato Grassi e Salvatore Cuffaro, che in Sicilia dispone di una nutrita presenza di amministratori locali.